# Союз русских людей
Сою́з ру́сских люде́й — русская национально-монархическая черносотенная организация, существовавшая в Москве с 1905 до фактически 1910—1911 годов, формально до 1917 года. Учредители и главные деятели — графы Павел Дмитриевич и Петр Дмитриевич Шереметевы, князь А. Г. Щербатов (1-й председатель), русские публицисты Н. А. Павлов и С. Ф. Шарапов.
Задача Союза — содействовать законными средствами правильному развитию начал русской церковности, русской государственности и русского народного хозяйства на основе православия, самодержавия и русской народности.
Членом Союза могли стать русские православные (в том числе старообрядцы) люди, а также по решению общего собрания — нерусские или инославные (кроме евреев). По социальному положению среди членов Союза выделялись представители дворянской аристократии, затем стала повышаться доля представителей интеллигенции, учащейся молодежи и служащих.
Выпускался «Временник Союза Русских Людей», осуществлялся массовый выпуск листовок и брошюр. Стали возникать также одноимённые организации в других городах империи, однако общего руководства они не имели.